# Вецлар
Вецлар (на немски: Wetzlar) е град в Германия, провинция Хесен. Разположен е на река Лан. Шосеен и жп транспортен възел. Население 52 831 жители от преброяването на 30 юни 2006 г.

## Известни личности
Родени във Вецлар
- Ханс Кристоф Бух (р. 1944), писател
- Йоханес Дайкер (1822 – 1895), художник
- Кристиан Август (1714 – 1784), граф

Починали във Вецлар
- Вилхелм II фон Золмс-Браунфелс-Грайфенщайн (1609 – 1676), граф
- Ернестина Елизабет фон Золмс-Зоненвалде (1695 – 1730), графиня
- Йохан (? – 1328), граф
- Йохан Антон фон Лайнинген-Вестербург (1655 – 1698), граф
- Карл Лудвиг фон Салм (1729 – 1799), граф
- Карл Филип Франц фон Хоенлое-Бартенщайн (1702 – 1763), граф
- Лазар Ош (1768 – 1797), френски офицер
- Филип Карл фон Хоенлое-Бартенщайн (1668 – 1729), граф